# Narevka
Narevka är ett vattendrag i Belarus och Belarus. Det ligger i den västra delen av landet, 280 km väster om huvudstaden Minsk.
I omgivningarna runt Narevka växer i huvudsak blandskog. Runt Narevka är det glesbefolkat, med 12 invånare per kvadratkilometer.